# Endostaffellinae
Endostaffellinae es una subfamilia de foraminíferos bentónicos de la familia Endothyridae, de la superfamilia Endothyroidea, del suborden Fusulinina y del orden Fusulinida. Su rango cronoestratigráfico abarca desde el Tournasiense (Carbonífero inferior) hasta el Moscoviense (Carbonífero superior).

## Discusión
Clasificaciones más recientes incluyen Endostaffellinae en el suborden Endothyrina, del orden Endothyrida, de la subclase Fusulinana de la clase Fusulinata.

## Clasificación
Endostaffellinae incluye a los siguientes géneros:
- Andrejella †
- Dainella †
- Elergella †
- Endostaffella †
- Eoendothyra †
- Eoquasiendothyra †
- Euxinita †
- Globochernella †
- Granuliferella †
- Granuliferelloides †
- Holkeria †
- Klubonibelia †
- Latiendothyra †
- Lysella †
- Mediopsis †
- Melatolla †
- Neoparadainella †
- Paradainella †
- Paraendothyra †
- Planoendothyra †
- Pojarkovella †
- Priscella †
- Pseudochernyshinella †
- Pseudoplanoendothyra †
- Rectoendothyra †
- Spinoendothyra †
- Urbanella †

Otros géneros considerados en Endostaffellinae son:
- Cribroparaendothyra †
- Euxinella †, sustituido por Euxinita
- Inflatoendothyra †, considerado subgénero de Spinoendothyra, Spinoendothyra (Inflatoendothyra), y aceptado como Inflatoendothyra
- Nibelia †, aceptado como Pojarkovella
- Rectoparaendothyra †